# وویچیخ کورپیفسکی
وویچیخ کورپیفسکی (انگلیسی: Wojciech Kurpiewski; ۱۶ فوریهٔ ۱۹۶۶ – ۸ اکتبر ۲۰۱۶) قایقران کایاک، و قایقران کانو اهل لهستان بود.
وی در مسابقات کشوری و بین‌المللی در مجموع برندهٔ ۴ مدال نقره، ۲ مدال برنز شده‌است.